# Thibaut Garcia
Pour les articles homonymes, voir Garcia.
Thibaut Garcia  (né le 26 mai 1994 à Toulouse) est un guitariste classique français. En 2019, il est récompensé en tant que Révélation dans la catégorie Soliste Instrumental des Victoires de la musique classique. En 2021, il est en lice chez les confirmés, en étant nommé au titre de soliste instrumental de l’année.

## Biographie
Thibaut Garcia, dont les origines espagnoles ont influencé le style, commence à jouer de la guitare à l'âge de sept ans. « Il n'a pas sept ans, quand son père d'origine espagnole et sa mère, deux passionnés, lui offrent sa première guitare. "Apprenez-moi la guitare classique", demande-t-il à son premier professeur, Robb Storar. ». Son père, musicien amateur, lui fait découvrir les grands maîtres tels Andrés Segovia, Joaquín Rodrigo, Agustín Barrios Mangoré, Emilio Pujol, Federico Moreno Torroba. 
Il entre au Conservatoire à rayonnement régional de Toulouse où il obtient son diplôme de musique de chambre dans la classe de Renaud Grus et son diplôme de guitare avec la mention d'honneur dans la classe de Paul Ferret. À seize ans, il entre au Conservatoire national supérieur de musique et de danse de Paris, où il étudie dans la classe d'Olivier Chassain et reçoit le prix avec mention très bien à l'unanimité avec les félicitations du jury. Il suit aussi les enseignements de Judicael Perroy.  
Il évoque Ida Presti comme la guitariste qui le touche le plus.
Il crée l'association Toulouse Guitare afin d’organiser une saison de guitare (musique de chambre et musique classique) à Toulouse dans les lieux du patrimoine de la ville dès 2018.

## Prix
- 2010 : Premier Prix du concours Ana Amalia à Weimar[3]
- 2013 : Premier prix du Concours international de Séville[3],[5]
- 2015 : Premier prix de la Guitar Foundation of America Competition[3]
- 2015 : nommé filleul de l’Académie Charles Cros[3],[6]

- 2015: 1er prix de la Guitar Foundation of America 2015[5],[6].
- Prix du Concours de Valle de Egüés[6]
- 2019: Révélation dans la catégorie Soliste Instrumental, aux Victoires de la musique classique[7],[8],[9],[10].
- 2021: nommé aux victoires de la musique dans la catégorie soliste instrumental de l’année[11]

## Discographie
- El Bohemio (2023), consacré au compositeur paraguayen Agustin Barrios[12]
- À sa guitare (avec Philippe Jaroussky, Erato / Warner Classics, 2021)[13]
- Aranjuez (Erato, 2020)
- Bach inspirations (Erato, 2018)[14],[15],[16]
- Leyendas (Classes Erato / Warner, 2016)
- Demain dès l'aube (Contrastes Records / Naxos, 2014)